# 神岡実羅乃
神岡 実羅乃（かみおか みらの、1989年10月13日 - ）は、音楽&ダンスユニット・hy4_4yhの元メンバー。神奈川県出身。hy4_4yh所属前は主に舞台を活動の場とする女優であり、女性ミュージカル集団・東京メッツにも在籍していた。古賀プロダクション所属。2008年10月17日、学業優先のためにhy4_4yhを脱退。
身長163cm、血液型はA型。

## 出演

### 舞台
- アニー（1998年）ケイト役
- アニー クリスマスコンサート（1999年 - 2001年）
- アニー（2000年）アニー役[2]
- TOKYOアリス（2001年）帽子屋バタフライ役
- リトル☆スターズ（2002年）主演
- リトル・ゴースト（2003年）主演 ダーダ役
- 森は生きている 2004（2004年）兎役